# Reciprok

A reciprokfüggvény képe hiperbola.

A matematikában egy nullától különböző szám reciprokának vagy multiplikatív inverzének azt a számot nevezik, amivel a számot szorozva az eredmény 1. A reciprok fogalma értelmezhető a racionális, a valós és a komplex számok körében egyaránt. A reciprok szó latin eredetű, és kölcsönösségre utal, és inkább ezekben a számkörökben használják. A számkörökön túl általában inkább inverznek szokták hívni.
Ha a számot x jelöli, akkor a reciproka 1/x, azaz 1 osztva x-szel, vagy másképp x−1, azaz x a mínusz egyedik hatványon. Egy szám reciprokának reciprokát véve visszakapjuk az eredeti számot. Tört formában felírt racionális szám esetében a számláló és a nevező felcserélésével egyszerűen megkapható a reciprok.
A reciprok, mint függvény az egyik legegyszerűbb példa egy olyan függvényre, melynek ismétlése az eredeti helyet adja vissza, így önmaga inverze. Az ilyen függvényeket involúciónak szokták nevezni.
A reciprok elnevezést az Elemek egy 1570-es fordítása használta, de inkább az Encyclopædia Britannica harmadik kiadása (1797) hozta divatba. Az Elemek inkább geometriai mennyiségekre vonatkoztatta.
A fogalom kiterjeszthető más struktúrákra is, ahol a szorzás nem feltétlenül kommutatív, és nem feltétlenül asszociatív. Ekkor nem feltétlenül teljesül, hogy ab ≠ ba, így lehet beszélni jobb és bal inverzről. Az asszociativitás biztosítja a két inverz egyenlőségét.
Függvények esetén f −1 gyakran az inverz függvényre utal, és nem a függvény inverzére. Például a szinuszfüggvény inverz függvénye az árkusz szinusz, a függvény inverze a koszekáns. Csak lineáris leképezések esetén van szó ugyanarról a függvényről. A reciprok és az inverz szavak különbözősége sem segít megkülönböztetni a kettőt, mivel különböző szerzők és nyelvek máshogy használják.

## Speciális számok
A nullának semmilyen számkörben sem értelmezhető véges reciproka, ugyanis bármely számot nullával szorozva az eredmény nulla lesz. Ezért nincs olyan szám, amit nullával szorozva egyet kapnánk. A nullaszor végtelen szorzás eredménye nem egyértelmű.
A reciprok fogalmához hasonló az additív inverz, az ellentett. A valós számok körében az ellentett és az inverz mindig különböző számok. A komplex számok halmazában azonban vannak olyan számok, amiknek megegyezik az ellentettjük, és a reciprokuk: ezek éppen a képzetes egységek, a ±i.

Az f(x) = x^{x} függvény grafikonja, az (1/e, e^{−1/e}) minimummal

Néhány irracionális szám reciprokának fontos speciális tulajdonságai vannak. Ide tartozik az Euler-féle szám reciproka (≈ 0,367879) és az aranymetszés reciproka (≈ 0,618034). Az {\displaystyle f(1/e)} szám különlegessége, hogy az {\displaystyle f(x)=x^{x}} függvény globális minimuma. Az aranymetszés reciproka eggyel kisebb, mint az aranymetszés: {\displaystyle \varphi =1/\varphi +1}, és az egyetlen ilyen pozitív szám. Hasonló teljesül az ellentettjére, csak ellenkező előjellel: {\displaystyle -\varphi =-1/\varphi -1}.
Az {\displaystyle f(n)=n+{\sqrt {(n^{2}+1)}},n\in \mathbb {N} ,n>0} függvény végtelen sok irracionális számot ad, melyek egész számmal térnek el reciprokuktól. Például  {\displaystyle f(2)} esetén {\displaystyle 2+{\sqrt {5}}} adóik, melynek reciproka {\displaystyle 1/(2+{\sqrt {5}})=-2+{\sqrt {5}}}, ami néggyel kevesebb. Ez azt is jelenti, hogy törtrészük megegyezik reciprokuk törtrészével.

## Példák
A nullától különböző valós és komplex számoknak van reciproka. Racionális számok reciproka racionális, valósaké valós, komplexeké komplex. Általában, a testek olyan struktúrák, melyekben minden nullelemtől különböző elemnek van multiplikatív inverze. Belátható, hogy ez gyűrűk esetén a másik irányba is teljesül; azaz, ha a nullelemen kívül minden elemnek van multiplikatív inverze, akkor a gyűrű test. Ha pedig algebra, akkor test fölötti algebra. Az egész számok nem alkotnak testet; csak az 1 és a -1 inverze egész.
A moduláris aritmetikában is definiálható multiplikatív inverz: az a szám által reprezentált maradékosztály multiplikatív inverze az a maradékosztály, melynek van olyan x eleme, hogy ax ≡ 1 (mod n). Ez az inverz akkor létezik, ha a és n relatív prímek. Például a 3-nak multiplikatív inverze 4 modulo 11, mivel 4 · 3 ≡ 1 (mod 11). A kiterjesztett euklideszi algoritmussal ki is számítható.
A szedeniók olyan algebrai struktúrát alkotnak, ahol vannak nullosztók, de minden nullától különböző elemnek van inverze.
Egy gyűrű fölötti négyzetes mátrix akkor és csak akkor invertálható, ha determinánsa is. Ha a mátrixokat lineáris transzformációknak tekintjük egy adott bázisban, akkor az inverz mátrix az inverz lineáris transzformációt írja le ugyanabban a bázisban. Egy általánosabb függvény esetén azonban a két eset különböző eredményt ad, melyeket szigorúan meg kell különböztetni.
A trigonometrikus függvények párokba állíthatók. A szinusz reciproka a koszekáns, a koszinusz reciproka a szekáns, a tangens reciproka a kotangens, és megfordítva.

## Komplex számok
Ha z = a + bi nullától különböző komplex szám, akkor inverze kiszámítható a következőképpen:
{\displaystyle {\frac {1}{z}}={\frac {\bar {z}}{z{\bar {z}}}}={\frac {\bar {z}}{\|z\|^{2}}}={\frac {a-bi}{a^{2}+b^{2}}}={\frac {a}{a^{2}+b^{2}}}-{\frac {b}{a^{2}+b^{2}}}i.}
A levezetéshez 1/z-t bővítettük az {\displaystyle {\bar {z}}=a-bi} komplex konjugálttal, és felhasználtuk, hogy {\displaystyle z{\bar {z}}=\|z\|^{2}} az a2 + b2 valós szám.
Innen kiszámítható, hogy, ha ||z||=1, akkor {\displaystyle 1/z={\bar {z}}}, azaz egységnyi abszolútértékű komplex szám inverze megegyezik a konjugáltjával.
Ha z = r(cos φ + i sin φ) poláris alakban megadott komplex szám, akkor a szög az ellentettjére, és az abszolútérték a reciprokára változik:
{\displaystyle {\frac {1}{z}}={\frac {1}{r}}\left(\cos(-\varphi )+i\sin(-\varphi )\right).}

## Negatív kitevős hatványok
A permanenciaelv szerint a negatív kitevős hatványok a pozitív hatvány reciprokaiként értelmezhetők, ugyanis így lehet megőrizni a hatványozás azonosságait. Így
{\displaystyle a^{-b}={\frac {1}{a^{b}}}\,}
mivel
{\displaystyle a^{b}\cdot c^{b}={(a\cdot c)}^{b}\,}
{\displaystyle a^{b}\cdot a^{c}=a^{b+c}}
{\displaystyle a^{b-c}={a^{b} \over a^{c}}\,}
{\displaystyle a^{b\cdot c}=\left(a^{b}\right)^{c}=\left(a^{c}\right)^{b}\,}
{\displaystyle a^{\left(b^{c}\right)}\neq \left(a^{b}\right)^{c}\,}
{\displaystyle \left({\frac {a}{b}}\right)^{c}={a^{c} \over b^{c}}\,}
és
{\displaystyle \ (x^{i}x^{j})x^{k}=x^{i}(x^{j}x^{k}),}

## Analízis

Geometriai intuíció 1/x integráljára. Az integrálok 1-től 2-ig, 2-től 4-ig, és 4-től 8-ig egyenlőek. Mindegyik régió az előző régióból területtartó transzformációval kapható, ahol a vízszintes méret a kétszeresére nő, a függőleges pedig a felére zsugorodik. Általánosítva, az integrál 1-től 2^{k}-ig k-szorosa az 1-től 2-ig tartó integrálnak, ahogy ln 2^{k} = k ln 2

A valós analízisben az 1/x = x−1 függvény deriváltja a hatványfüggvények deriválási szabályával számítható ki, ahol a kitevő -1:
{\displaystyle {\frac {d}{dx}}x^{-1}=(-1)x^{(-1)-1}=-x^{-2}=-{\frac {1}{x^{2}}}.}
Az integrál számításához nem használható a hatványfüggvények integrálási szabálya, mivel az nullával osztáshoz vezet:
{\displaystyle \int {\frac {1}{x}}\,dx={\frac {x^{0}}{0}}\ +C}
Az integrál megkapható más módon:
{\displaystyle \int _{1}^{a}{\frac {1}{x}}\,dx=\ln a,}
{\displaystyle \int {\frac {1}{x}}\,dx=\ln x+C.}
ahol ln a természetes logaritmus. Ehhez vegyük észre, hogy {\displaystyle {\frac {d}{dx}}e^{x}=e^{x}}; tehát, ha {\displaystyle y=e^{x}}, és {\displaystyle x=\ln y}, akkor:

{\displaystyle {\frac {dy}{dx}}=y\quad \Rightarrow \quad {\frac {dy}{y}}=dx\quad \Rightarrow \quad \int {\frac {1}{y}}\,dy=\int 1\,dx\quad \Rightarrow \quad \int {\frac {1}{y}}\,dy=x+C=\ln y+C.}

## Kiszámítása
A reciprok tizedes tört alakja kiszámítható osztással. Sok osztási algoritmus azonban a reciprok kiszámításával kezdődik; azaz először kiszámolja a reciprokot, aztán szoroz az osztandóval. Felismerve, hogy az {\displaystyle f(x)=1/x-b} függvénynek nullhelye van x = 1/b-ben, a reciprok Newton-módszerrel megkereshető:
{\displaystyle x_{n+1}=x_{n}-{\frac {f(x_{n})}{f'(x_{n})}}=x_{n}-{\frac {1/x_{n}-b}{-1/x_{n}^{2}}}=2x_{n}-bx_{n}^{2}=x_{n}(2-bx_{n}).}
Ez folytatható a kívánt pontosság eléréséig. Például szeretnénk kiszámítani az 1/17 ≈ 0,0588 -at három tizedesjegy pontossággal. Legyen x0 = 0,1; ekkor 
x1 = 0,1(2 − 17 × 0,1) = 0,03
x2 = 0,03(2 − 17 × 0,03) = 0,0447
x3 = 0,0447(2 − 17 × 0,0447) ≈ 0,0554
x4 = 0,0554(2 − 17 × 0,0554) ≈ 0,0586
x5 = 0,0586(2 − 17 × 0,0586) ≈ 0,0588
A kezdőértéket általában úgy állapítják meg, hogy kerekítenek a kettő legközelebbi hatványára, majd biteltolással veszik annak reciprokát.
A módszer általánosítható például mátrixok inverzeinek meghatározására.
A konstruktív matematikában egy valós x számra nem elég az x ≠ 0 egyenlőtlenségnek teljesülnie. Kell, hogy legyen egy racionális r szám úgy, hogy 0 < r < |x|. A fent leírt algoritmus szerint: bizonyítani kell, hogy y változásai akármilyen kicsik lehetnek.

## Általánosítása
A reciproknak megfelelő általánosabb fogalom félcsoportok, csoportok és gyűrűk esetén a multiplikatív inverz, azaz a „szorzás” műveletére vett inverz elem, amivel „szorozva” a művelet egységelemét kapjuk. Ha létezik ilyen elem, akkor az eredeti elemet invertálhatónak nevezik, ha pedig minden elem invertálható, akkor a műveletet is invertálhatónak mondják.
Példák:
- Az egész számok közötti szorzást tekintve csak az 1-nek és a -1-nek van inverze (önmaguk), ugyanis az 1-en és -1-en kívül egyetlen egészhez sincsen olyan másik egész, hogy szorzatuk az 1-et adná.
- A maradékosztályok gyűrűjében éppen azok az elemek invertálhatók, amik a modulushoz relatív prímek. Ezek a maradékosztályok a redukált maradékosztályok.
- A szögfüggvények közül a szinusz és a koszekáns, a koszinusz és a szekáns, a tangens és a kotangens egymás reciproka minden olyan helyen, ahol az egyes párok mindkét tagja értelmezve van. Ez a kapcsolat nem tévesztendő össze a trigonometrikus függvények inverz függvényeivel, az árkuszfüggvényekkel.
- A racionális, a valós és a komplex számok esetében (külön-külön tekintve őket) a nulla kivételével minden elemnek van inverze.
- Egy csoport összes eleme invertálható a csoport asszociatív szorzás műveletére nézve. Ezért az invertálást sokszor egy változós műveletként tekintik.

A nem kommutatív algebrai struktúrákban még nagyobb az inverz jelentősége, mert ott a jobbról és a balról osztás helyett az inverzzel való szorzást használják.

## További megjegyzések
Egy olyan algebrai struktúrában, ahol a szorzás asszociatív, az invertálható elemek nem lehetnek nullosztók. Az x elem nullosztó, ha nullelemtől különböző, és van olyan y elem, melyekre xy = 0. Ehhez elég megszorozni az xy = 0 egyenletet balról x reciprokával, és az asszociativitást felhasználva egyszerűsíteni. Asszociativitás hiányában a szedeniók szolgálnak ellenpéldával.
Az előző állítás megfordítása csak véges gyűrűkben teljesül. Például az egész számok gyűrűje asszociatív, de csak az 1-nek és a -1-nek van benne inverze. Véges gyűrűben minden olyan nem nulla elem invertálható, ami nem nullosztó. Először is, figyeljük meg, hogy f(x) = ax injektív függvény: ha f(x) = f(y), akkor x = y:
{\displaystyle {\begin{aligned}ax&=ay&\quad \Rightarrow &\quad ax-ay=0\\&&\quad \Rightarrow &\quad a(x-y)=0\\&&\quad \Rightarrow &\quad x-y=0\\&&\quad \Rightarrow &\quad x=y.\end{aligned}}}
A különböző elemek különböző elemekre képeződnek le, a kép ugyanezekből a véges számú elemekből áll; emiatt a leképezés szükségképpen szürjektív függvény is. Speciálisan, az egységelem is előáll valamilyen x-re, ax = 1; ez az x elem az a elem inverze.

## Alkalmazások
Egyes osztási eljárások először kiszámítják az inverzet, majd szoroznak az osztandóval.
Ha q alkalmas biztonságos prím, akkor 1/q kifejtése bármely számrendszerben alkalmas álvéletlen számok generálására. Egy biztonságos prím 2p + 1 alakú, ahol p újra prím. A kifejtéssel nyert álvéletlen sorozat hossza q − 1.

## Fordítás
Ez a szócikk részben vagy egészben  a   Multiplicative inverse című angol Wikipédia-szócikk fordításán alapul.  Az eredeti cikk szerkesztőit annak laptörténete sorolja fel. Ez a jelzés csupán a megfogalmazás eredetét és a szerzői jogokat jelzi, nem szolgál a cikkben szereplő információk forrásmegjelöléseként.